# Brasão do Rio Grande do Sul
O brasão do Rio Grande do Sul é o emblema heráldico e um dos símbolos oficiais do estado.

## Descrição heráldica
Possui uma elipse vertical em pano branco, onde está inserido o brasão. Circundado por um lenço nas cores do Estado. Sob o brasão, Lê-se o lema "Liberdade, Igualdade, Humanidade". Lema esse que tem origem na Maçonaria e na Revolução Francesa. No centro está um barrete frígio, um símbolo republicano desde a Queda da Bastilha.

## História
O brasão rio-grandense é o mesmo da época dos farrapos com algumas pequenas modificações. Por isso possui a inscrição "República Rio-Grandense", junto com a data do início da Revolução Farroupilha, 20 de setembro de 1835, data amplamente comemorada no estado.
Acredita-se que foi desenhado originalmente pelo padre Hidelbrando e em arte final pelo Major Bernardo Pires.
O Brasão foi adotado pela mesma Lei que instituiu o Hino e a Bandeira do Estado.
A Lei estadual nº 5.213 é de 5 de Janeiro de 1966.